# Juan Pablo Rodríguez (Fußballspieler, 1979)
Juan Pablo Rodríguez (* 7. August 1979 in Zapopan, Jalisco), auch bekannt unter den Spitznamen El Chato und Comandante, ist ein ehemaliger mexikanischer Fußballspieler, der im Mittelfeld agierte.  

## Leben

### Verein
„El Chato“ Rodríguez begann seine Laufbahn in den Nachwuchsabteilungen des CD Occidente und wechselte später in den Nachwuchsbereich von Atlas Guadalajara, bei dem er auch während der ersten sechs Jahre seiner Profikarriere von 1997 bis 2003 unter Vertrag stand. Die nächsten drei Jahre stand er bei den in seiner Heimatstadt Zapopan ansässigen Tecos de la UAG unter Vertrag, bevor er im Sommer 2006 zu Deportivo Guadalajara wechselte. Somit spielte der „Comandante“ bereits für alle drei Erstligavereine der Metropole Guadalajara; und obwohl er für Chivas nur eine Halbsaison (Apertura 2006) spielte, gewann er in derselben seinen ersten Meistertitel. 
Unmittelbar nach diesem Triumph wechselte „El Chato“ zusammen mit dem seinerzeitigen Nationaltorhüter Oswaldo Sánchez zu Santos Laguna, wo er seit Anfang 2007 bis zum Ende seiner aktiven Laufbahn unter Vertrag stand, auch wenn er in den letzten Jahren auf Leihbasis für andere Vereine im Einsatz war. In der Clausura 2008 gewann er mit Santos Laguna einen weiteren Meistertitel und einige Jahre später auch die Copa México. 

### Nationalmannschaft
Zwischen 2000 und 2006 absolvierte Rodríguez insgesamt 43 Länderspieleinsätze für die mexikanische Nationalmannschaft. Sein Debüt feierte er in einem am 9. Januar 2000 ausgetragenen Testspiel gegen den Iran (2:1), in dem er gleich über die volle Distanz von 90 Minuten zum Einsatz kam. Sein letzter Länderspieleinsatz, über die Distanz von 22 Minuten, datiert vom 15. Februar 2006 und wurde gegen die Auswahl Südkoreas (0:1) bestritten. Sein einziges Länderspieltor erzielte „Chato“ am 20. Juli 2003 beim 5:0-Sieg über Jamaika.

## Erfolge
- Mexikanischer Meister: Ape 2006, Cla 2008
- Mexikanischer Pokalsieger: Ape 2014